# Вилијам Рејлтон
Вилијам Рејлтон (енгл. William Railton; Клапам, 14. мај 1800 — Брајтон, 13. октобар 1877) био је енглески архитекта. Конструисао је разне велепоседничке домове, а у периоду између 1838. и 1848. радио је као архитекта, али његов рад у том периоду није био цењен. Освојио је четврту награду на конкурсу за Вестминстерску палату, док је прво место освојио на конкурсу за ликовно решење споменик адмиралу Нелсону на тргу Трафалгар. Аутор је Цркве Светог Павла у Вудхаус Ивсу и Цркве Свете Тројице у Минвуду, Лидс (1849).
- Црква Св. Павла у Вудхаус Ивсу (1837)
- Нелсонов споменик (1843)
- Боманор Хол, Лестершир (1847)[1]
- Црква Свете Тројице, Минвуд, Лидс (1849)
- Црква Светог Петра,Копт Оук